# Giórgos Trágas
Giórgos Trágas (en grec moderne : Γιώργος Τράγκας ; né le 30 juillet 1949 - mort le 14 décembre 2021) est un journaliste grec, producteur de télévision et de radio et homme politique.

## Carrière politique
Il fonde le parti politique Free People (en) et en est le chef de mars à décembre 2021, lorsqu'il est décédé de la COVID-19 durant la pandémie de Covid-19 en Grèce à l'âge de 72 ans.